# 6043 Aurochs
6043 Aurochs eller 1991 RK2 är en asteroid i huvudbältet som upptäcktes den 9 september 1991 av den japanska astronomen Satoru Otomo i Kiyosato. Den är uppkallad efter oxdjuret, Uroxe.
Den tillhör asteroidgruppen Vesta.